# Brotanův kotel

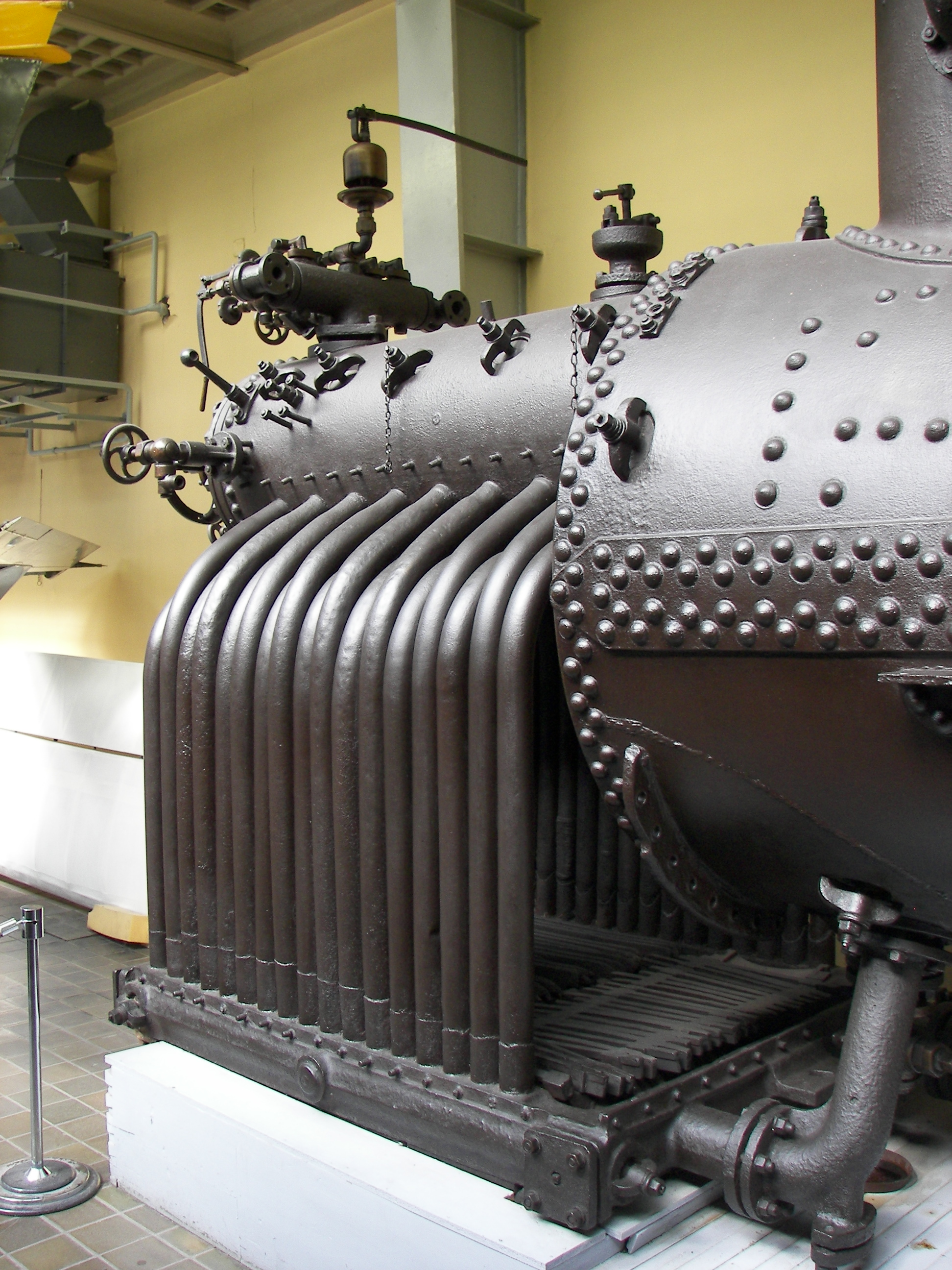
Brotanův kotel v Národním technickém muzeu na Letné

Brotanův kotel je zvláštní druh lokomotivního parního kotle, u něhož je skříňová část nahrazena konstrukcí z trubek. Vynalezl jej Ing. Johann Brotan, který byl v letech 1902–1909 přednostou lokomotivních dílen v Českých Velenicích.
Nejvýraznějším znakem Brotanova kotle je pec složená z několika řad svislých trubek. Trubky jsou dole ukončeny v silnějších trubkách, nahrazujících nožní rám, nahoře pak v jednom nebo dvou válcových sběračích. Zvnějšku byl kotel izolován vrstvou azbestu, vpředu a vzadu obezděn šamotem.
Výhodou nového kotle byla proti kotli s klasickou skříní výrazně větší přímá výhřevná plocha a jednodušší výroba, nevýhodou naopak nutnost udržování těsnosti mnoha spojů a izolačních vrstev. 
Brotanův kotel se rozšířil především v uherské části monarchie. Měly jej například maďarské lokomotivy řady 601 (636.0 ČSD) nebo rakouské 310.3. Za druhé světové války byl použit na lokomotivách 50 3011, 50 3012, 42 0001 a 42 0002 DR, ale pro válečný nedostatek vhodných měděných rour se na dalších lokomotivách nepoužil. Jeden z kotlů tohoto typu je vystaven v hlavní hale Národního technického muzea v Praze.